# Centrum Szkolenia Artylerii i Uzbrojenia

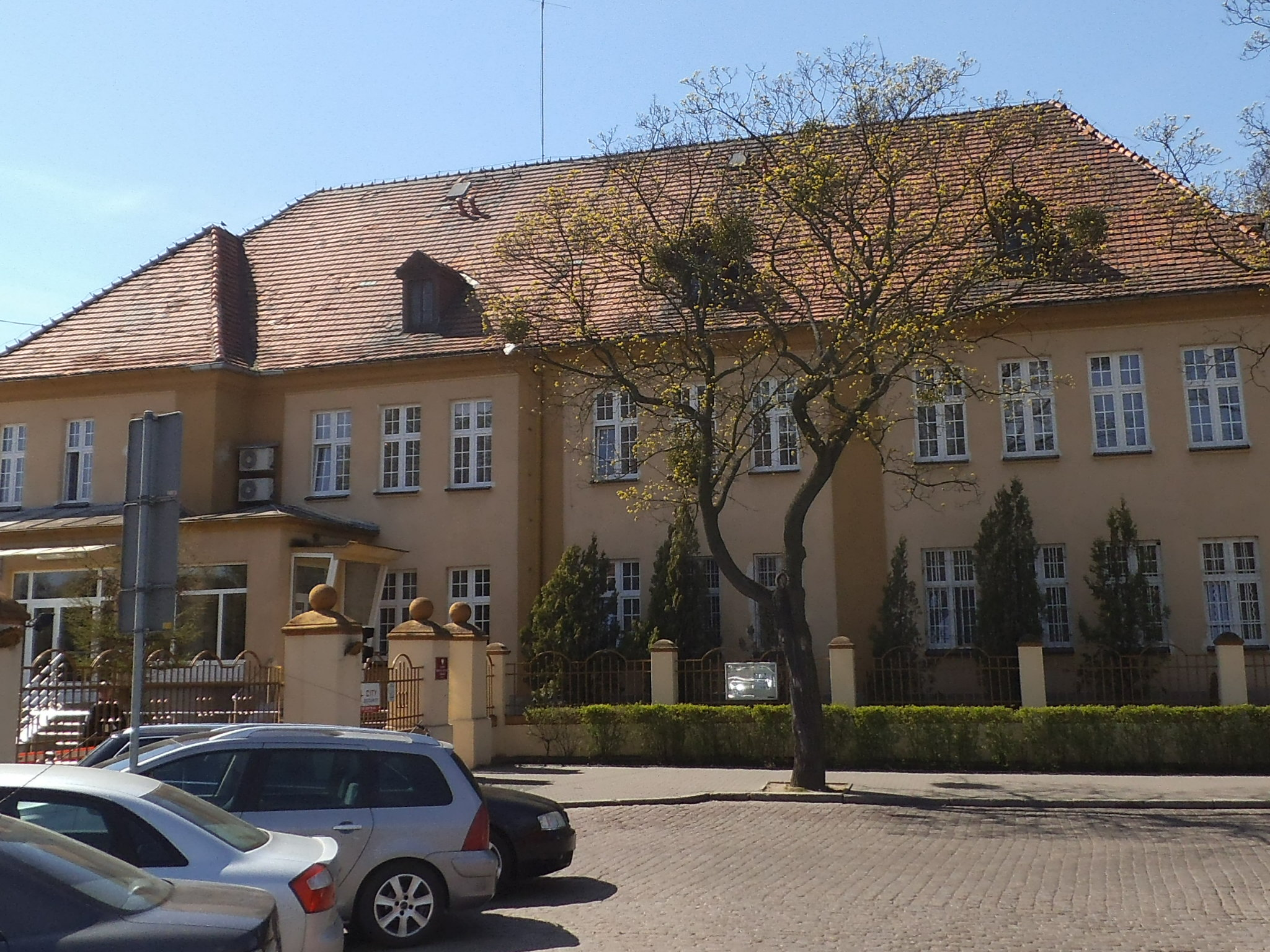
CSAiU w Toruniu - biuro przepustek

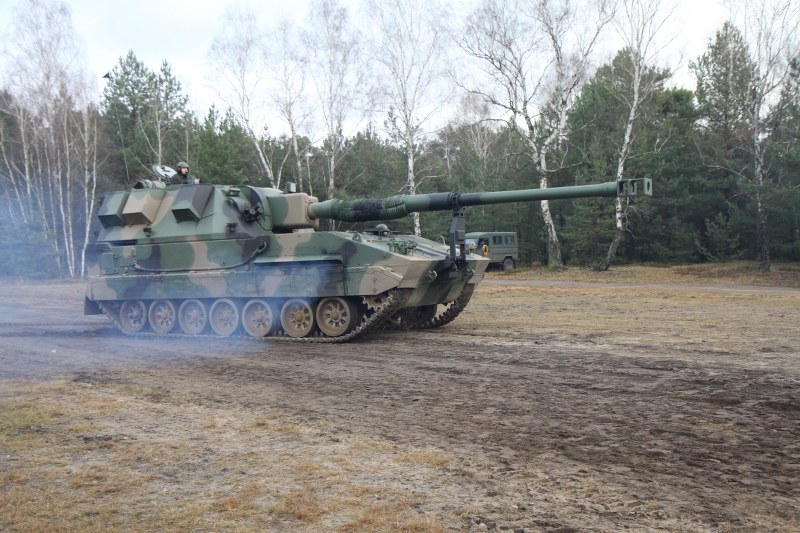
Święto Wojsk Rakietowych i Artylerii na toruńskim poligonie - 2012 rok

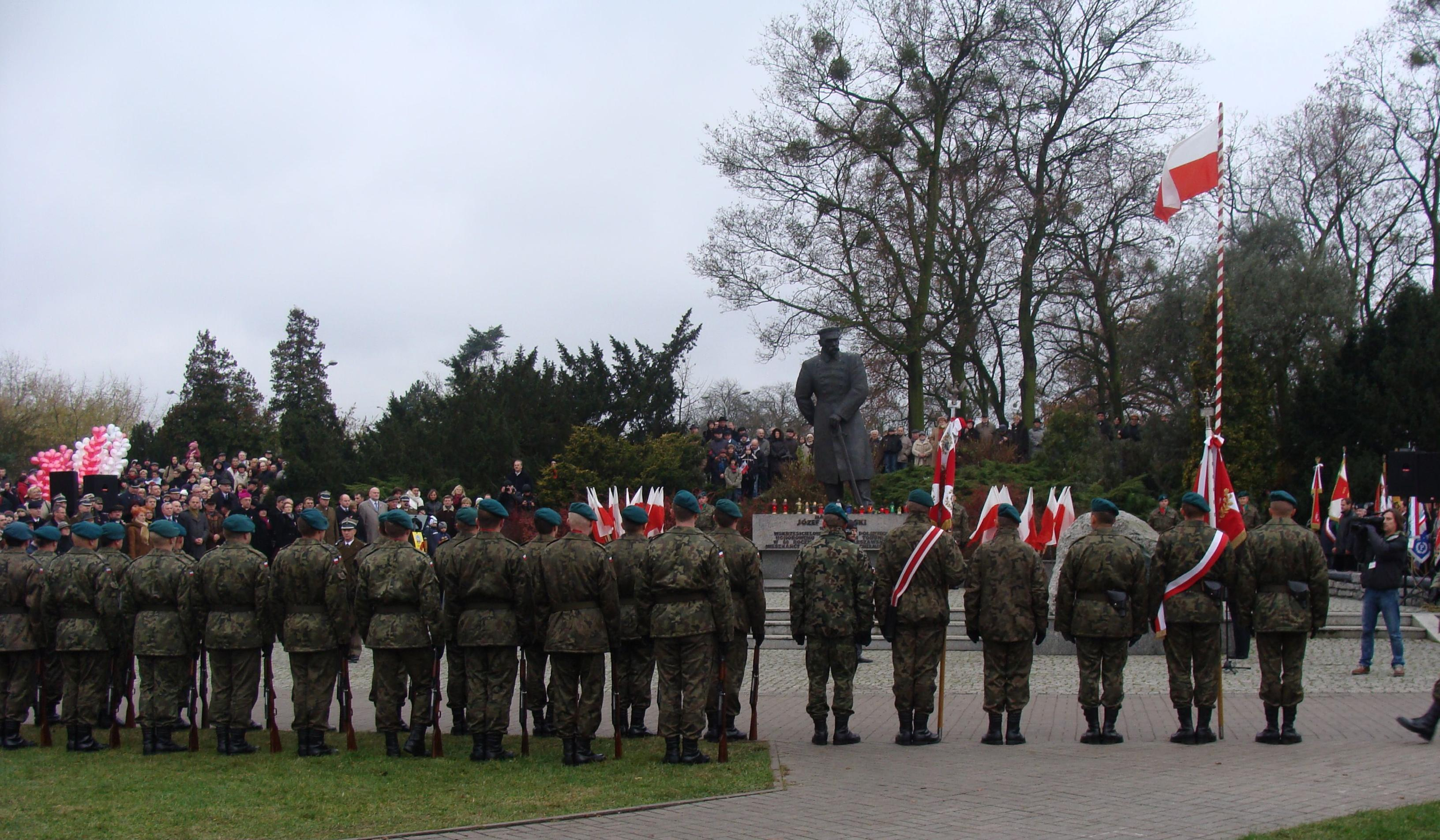
Żołnierze CSAiU podczas obchodów Święta Niepodległości w Toruniu - listopad 2009 rok

Centrum Szkolenia Artylerii i Uzbrojenia im. gen. Józefa Bema (CSAiU) – jednostka szkolnictwa Wojska Polskiego, znajdująca się w Toruniu.

## Lokalizacja
Centrum znajduje się we wschodniej części miasta, w dzielnicy Jakubskie Przedmieście, przy ul. Jana Sobieskiego 36.

## Historia
Centrum powołano na mocy Decyzji Ministra Obrony Narodowej Nr 105 z 22 kwietnia 2002 roku oraz Rozkazem Dowódcy Wojsk Lądowych Nr PF-157 z 13 sierpnia 2002 roku. Rozlokowano je w koszarach byłej Wyższej Szkoły Oficerskiej im. gen. J. Bema przy ul. Sobieskiego 36 w Toruniu. CSAiU przejęło zadania Centrum Szkolenia Uzbrojenia i Elektroniki w Olsztynie oraz 8 Ośrodka Szkolenia Specjalistów Czołgowych, które rozformowano. Centrum kontynuuje tradycje bojowe oraz historyczne 22 jednostek i instytucji związanych ze szkolnictwem artylerii i uzbrojenia. Od listopada 2019 roku komendantem CSAiU jest płk Remigiusz Zieliński.

## Zadania
Do zadań CSAiU należą: szkolenie rezerw osobowych, kandydatów na podoficerów wojsk lądowych, prowadzenie kursów specjalistycznych dla podoficerów oraz szkolenie specjalistów Wojsk Lądowych.

## Insygnia
Na podstawie Decyzji Nr 74/MON z 30 marca 2017 roku w Centrum została wprowadzona odznaka pamiątkowa, oznaka rozpoznawcza oraz proporczyk na beret.
Decyzją Nr 142/MON z 10 października 2018 roku, został wprowadzony proporzec rozpoznawczy Komendanta Centrum Szkolenia Artylerii 
i Uzbrojenia.

Insygnia
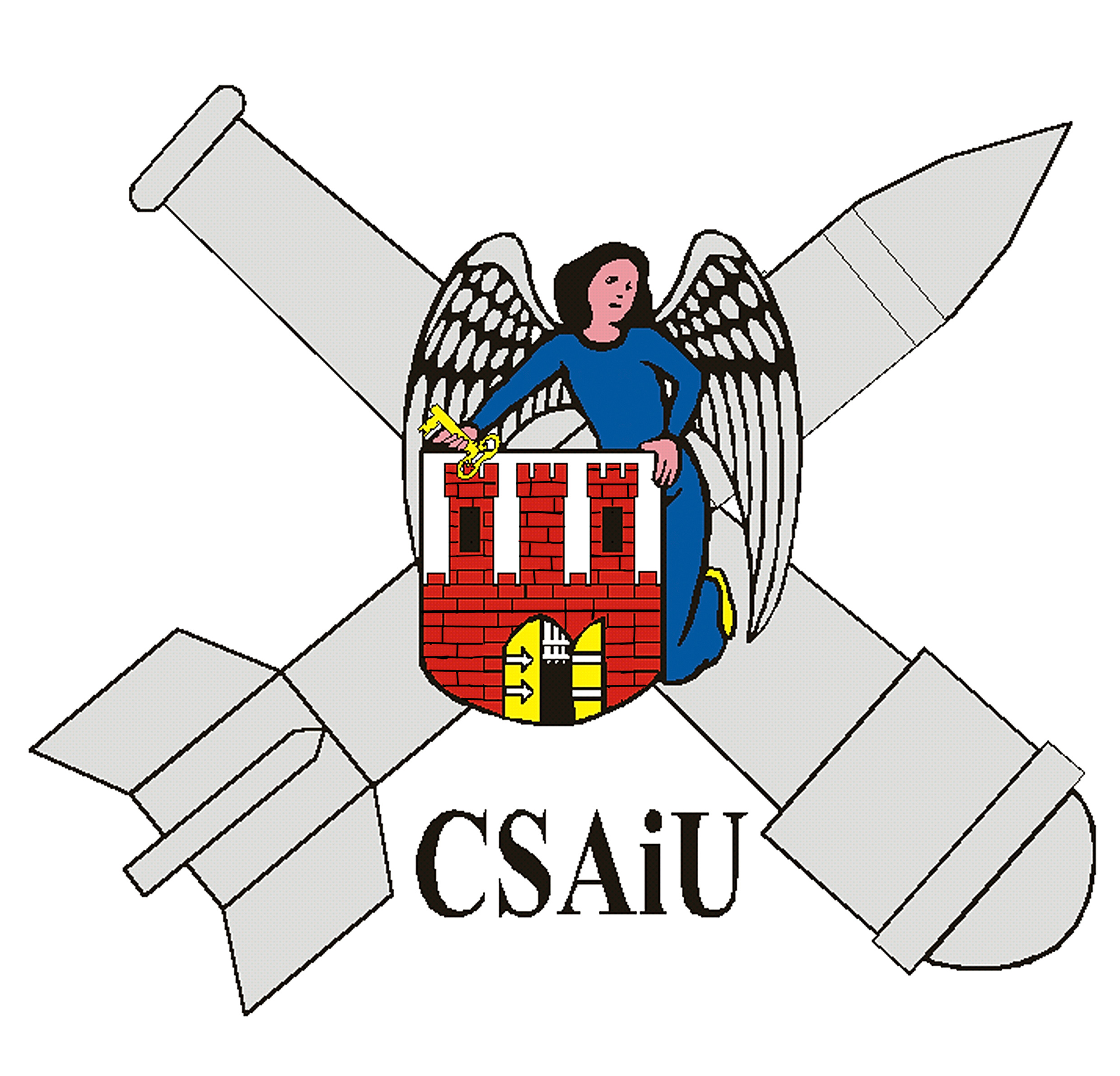
Logo CSAiU (2006)
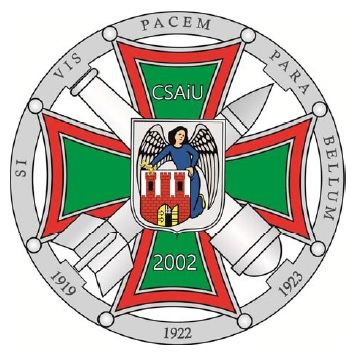
Odznaka pamiątkowa (2017)
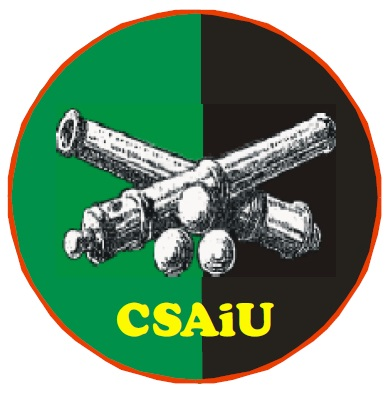
Oznaka rozpoznawcza na mundur wyjściowy
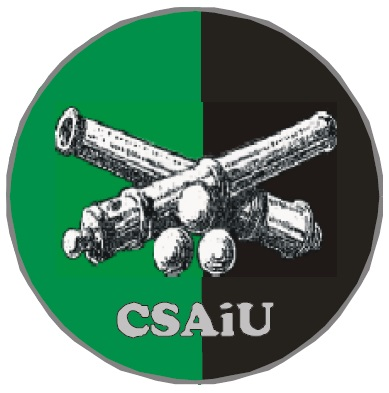
Oznaka rozpoznawcza na mundur polowy
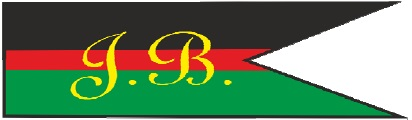
Proporczyk na beret

## Struktura organizacyjna
Organizacją kieruje komendant CSAiU, mający do pomocy zastępcę komendanta. Instytucja podzielona jest na trzy typy komórek organizacyjnych:
- komórki organizacyjne wspomagające zarządzanie
  - Wydział Personalny
  - Pion Ochrony Informacji Niejawnych
  - Sekcja Wychowawcza

- komórki organizacyjne realizujące szkolenie
  - Wydział Dydaktyczny
  - Sekcja Metodyki Nauczania
  - Ośrodek Szkolenia Specjalistycznego
  - Ośrodek Szkolenia Podstawowego
  - Ośrodek Szkolenia Kierowców
  - Ośrodek Szkolenia Połączonego Wsparcia Ogniowego
  - Ośrodek Szkolenia Strzelców Wyborowych

- komórki organizacyjne zabezpieczające szkolenie
  - Sekcja Logistyki
  - Sekcja Służby Zdrowia
  - Dywizjon Zabezpieczenia

## Nauka i szkolenie w CSAiU
W ramach struktur naukowych i szkoleniowych CSAiU funkcjonują następujące szczeble:
1. Cykle szkoleniowe
  - Cykl Budowy i Eksploatacji
  - Cykl Szkolenia Ogniowego
  - Cykl Taktyki i Szkolenia Ogólnowojskowego
  - Cykl WF i Sportu
  - Cykl Szkolenia Strzelców Wyborowych
2. Ośrodek Szkolenia Specjalistycznego
3. Ośrodek Szkolenia Podstawowego
4. Ośrodek Szkolenia Połączonego Wsparcia Ogniowego
5. Ośrodek Szkolenia Strzelców Wyborowych
6. Ośrodek Doskonalenia Znajomości Języków Obcych
7. Biblioteka Główna CSAiU im. gen. J. Bema[6].

## Nagrody i wyróżnienia
- 2018 - Medal „Thorunium”[7]